# Akodon surdus
Akodon surdus és una espècie de mamífer rosegador de la família dels cricètids. És endèmic del sud-est del Perú, on viu a altituds d'entre 1.500 i 3.000 msnm. El seu hàbitat natural són els boscos montans humits. Està amenaçat per la tala d'arbres i la transformació del seu medi per a usos agrícoles. El seu nom específic, surdus, significa ‘sord’ en llatí.